# دهستان وایوارا
دهستان وایوارا (به لاتین: Vaivara Parish) یک دهستان در استونی است که در شهرستان ایدا-ویرو واقع شده‌است.

## خصوصیات
دهستان وایوارا ۳۹۷٫۹۷ کیلومترمربع مساحت و ۱٬۸۰۰ نفر جمعیت دارد.